# Bonne ville de l’Empire français
Bonne ville de l’Empire français (frz., Gute Stadt des französischen Kaiserreiches) war ein Ehrentitel ausgewählter Städte des Ersten Französischen Kaiserreichs Napoleons I.
Der Titel wurde durch die Verfassung des Jahres 1804 eingeführt; Artikel 52 bestimmte, dass jeder Kaiser innerhalb eines festgelegten Zeitraums nach der Thronbesteigung in Gegenwart der führenden Würdenträger des Reiches den Throneid zu leisten hatte, unter ihnen die Maires der 36 bonnes villes.
Ein kaiserliches Dekret vom 22. Juni 1804 legte fest, welche 36 wichtigsten Städte Frankreichs den Status einer bonne ville verliehen bekamen:
– in Klammern: französische Namen oder alte Schreibweisen, die vom heutigen amtlichen Namen abweichen – 
- Aachen (Aix-la-Chapelle)
- Alessandria (Alexandrie)
- Amiens
- Angers
- Besançon
- Bourges
- Bordeaux
- Brüssel (Bruxelles)
- Caen
- Clermont
- Dijon
- Genf (Genève)
- Gent (Gand)
- Genua (Gênes)
- Grenoble
- La Rochelle
- Lille
- Lüttich (Liège, Liége)
- Lyon
- Mainz (Mayence)
- Marseille
- Metz
- Montpellier
- Nancy
- Nantes
- Nizza (Nice)
- Orléans
- Paris
- Rennes
- Reims
- Rouen
- Straßburg (Strasbourg)
- Toulouse
- Tours
- Turin
- Versailles

Mainzer Wappen 1809–1813, Prunkversion
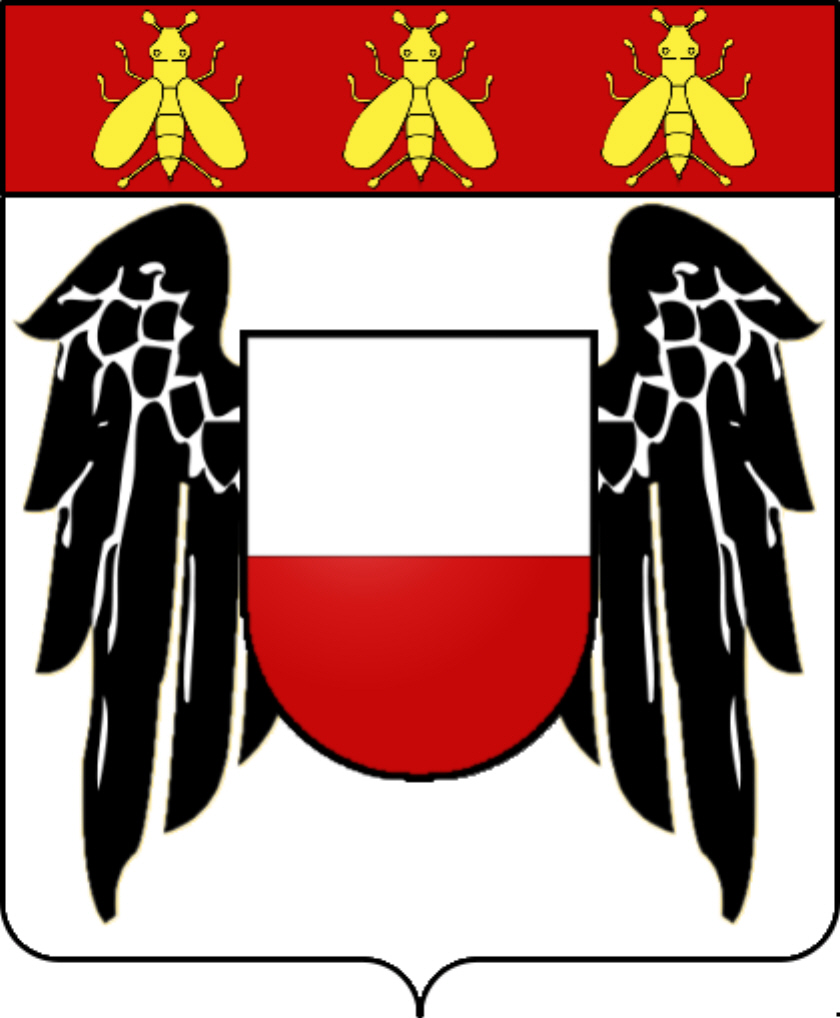
Lübecker Wappen 1811–1813
Bremer Wappen 1811–1813

Die Erweiterung des französischen Staatsgebiets in den folgenden Jahren führte dazu, dass 16 zusätzliche Städte den Titel einer bonne ville erhielten, so etwa Lübeck, Hamburg und Bremen, die am 1. Januar 1811 dem Kaiserreich eingegliedert wurden. Zu den in dieser Zeit neu in die Reihe der bonnes villes aufgenommenen Städte zählten:
- Amsterdam, seit 1810
- Antwerpen (Anvers), seit 1808
- Bremen (Brême), seit 1811
- Den Haag (La Haye), seit 1812
- Florenz (Florence), seit 1812
- Hamburg (Hambourg), seit 1811
- Köln (Cologne), seit 1812
- Livorno (Livourne), seit 1812
- Lübeck (Lubeck), seit 1811
- Montauban, seit 1811
- Nîmes (Nismes), seit 1812
- Parma (Parme), seit 1812
- Piacenza (Plaisance), seit 1812
- Rotterdam, seit 1810
- Troyes, seit 1811

Die zu bonnes villes erhobenen Städte erhielten Wappen, die in Anlehnung an die traditionellen Wappen vom Conseil du Sceau entworfen und durch kaiserliche Wappenbriefe verliehen wurden. Gemeinsames Element der Wappen aller bonnes villes war ein rotes Schildhaupt mit drei goldenen kaiserlichen Bienen. (→ Napoleonische Heraldik)
Ein am 17. Mai 1809 erlassenes Dekret legte sowohl fest, dass die Maires der bonnes villes nach zehn Dienstjahren automatisch den Baronstitel erhielten, als auch dass sie protokollarisch unmittelbar hinter den Senatoren rangierten.